# Aubrey Gwynn
Aubrey Osborn Gwynn (* 17. Februar 1892 in England; † 18. Mai 1983 in Dublin) war ein irischer Historiker und Jesuit. Als Professor für Mittelalterliche Geschichte am University College Dublin und Präsident der Royal Irish Academy gehörte er zu den führenden Historikern Irlands, der insbesondere das Verständnis der irischen Kirche im 11. und 12. Jahrhundert vertieft hat.

## Leben
Aubrey Gwynn wurde in eine protestantische Dubliner Familie geboren, die zum Zeitpunkt seiner Geburt in London lebte. Sein Großvater John Gwynn (1827–1917) war Professor für Theologie an der Universität Dublin, der insbesondere für seine 1913 veröffentlichte textkritische Ausgabe des Buch von Armagh bekannt wurde. Aubrey Gwynns Vater Stephen Gwynn (1864–1950) war das führende nicht-katholische Mitglied der alten nationalistischen Partei Irlands und Mitglied des House of Commons. Beide Eltern waren schriftstellerisch tätig. Während sein Vater zahlreiche Romane veröffentlichte und klassische Texte herausgab, publizierte seine Mutter Stories from Irish History told for Children. Zu der Familie gehörten noch drei Brüder und zwei Schwestern.
Im Dezember 1902 konvertierte Aubrey Gwynns Mutter Marie Louise zum Katholizismus. Ihr Mann folgte dem nicht, ließ aber zu, dass alle sechs Kinder ebenfalls zur römisch-katholischen Kirche wechselten. Danach war es der Wunsch der Mutter, dass die Kinder alle in eine katholische Schule gehen, während der Vater eine irische Schule wünschte. Ostern 1903 wechselten alle Kinder zu dem von Jesuiten geführten Clongowes Wood College bei Clane im County Kildare. 1908 schloss Aubrey Gwynn die Schule mit Auszeichnung ab.
1909 schrieb sich Aubrey Gwynn als allererster Student bei dem gerade neu etablierten University College Dublin ein, dem er auch später von 1927 bis zu seinem Ruhestand treu bleiben sollte. Drei Jahre später, noch während seines Studiums, beantragte er die Aufnahme in die Gesellschaft Jesu und wurde am 30. September 1912 vom damaligen irischen Provinzial William Delany in das Noviziat in Tullabeg aufgenommen. 1914 nahm er an einem Wettbewerb um ein Stipendium für ein Auslandsstudium in Oxford teil und gewann dieses gegen Michal Tierney, dem späteren Präsidenten des University College Dublin. Unterstützung fand Aubrey Gwynn auch durch den 1912 eingesetzten Provinzial T. V. Nolan, der ihn nach seinem Oxforder Studium als Lehrer in Clongowes einsetzte und ihn schließlich zu weiteren Studien nach Löwen und Milltown Park in Dublin schickte. 1924 wurde Aubrey Gwynn in Milltown Park zum Priester geweiht. Danach wurde er zum Tertiat ein weiteres Mal in die Niederlande gesandt. In dieser Zeit entstand Aubrey Gwynns Arbeit Roman Education from Cicero to Quintilian, das zu einem Standardwerk werden sollte.
John Fahy, der 1922 sein Amt als Provinzial in Irland antrat, wies 1927 Aubrey Gwynn dem Ordenshaus in der Lower Leeson Street in der Nähe des St. Stephen’s Green in Dublin zu. Hier begann die Karriere von Aubrey Gwynn am University College Dublin, zuerst als Lecturer für Klassische Philologie und Alte Geschichte und ab 1930, als die Stelle von J. M. O’Sullivan frei wurde, als Professor für Mittelalterliche Geschichte. Wesentlichen Einfluss auf den Wechsel von der Antike zum Mittelalter hatte Aubrey Gwynns Arbeit über Richard FitzRalph (1295–1360), der als Erzbischof von Armagh zu einer dominierenden Figur der irischen Kirche des späteren Mittelalters wurde. Weitere kirchengeschichtlichen Themen folgten, wie etwa die Geschichte der Augustiner-Eremiten in England oder die der Diözese von Armagh im Mittelalter. Generell waren seine Themen weit gestreut, und er neigte dazu, sich spontan mit neuen Feldern zu beschäftigen, wenn sich eine Gelegenheit dazu anbot.
Nachdem David Knowles in Zusammenarbeit mit R. Neville Hadcock 1940 das Nachschlagewerk The Religious Houses of Medieval England über alle mittelalterlichen Klöster Englands veröffentlichte, wurde deutlich, wie sehr auch für Irland eine Neufassung des Monasticon Hibernicums fällig war. Nachdem Aubrey Gwynn 1959 mit Towards a new Monasticon Hibernicum sein Plädoyer für ein entsprechendes Nachfolgeprojekt veröffentlichte und ein Jahr später zusammen mit R. Neville Hadcock die Map of Monastic Ireland erarbeitete, war das entsprechende irische Projekt geboren. Gesundheitliche Probleme führten jedoch dazu, dass das Projekt sich bis 1970 verzögerte und der größte Teil der Last beim Ko-Autor R. Neville Hadcock verblieb.
1961 ging Aubrey Gwynn in den Ruhestand. Zur gleichen Zeit wurde er zum Präsidenten der Royal Irish Academy gewählt. Neben seiner Arbeit über die irischen Klöster begann er mit einer Aufarbeitung und Integration seiner vielen kirchengeschichtlichen Zeitschriftenbeiträge zu einem Buch. Dieses Vorhaben erwies sich aber ebenfalls als nicht einfach. Enthusiastische, hyperaktive Perioden wechselten sich ab mit Zeiten, in denen Aubrey Gwynn sich nicht in der Lage sah, diese Arbeit fortzusetzen. Verschiedene Versuche, dies mit externer Hilfe zu tun, scheiterten ebenso. 1978 war sein Augenlicht so sehr beeinträchtigt, dass weitere Arbeiten nicht mehr in Frage kamen. Erst 1992, knapp zehn Jahre nach seinem Tod, gelang die Veröffentlichung mit Gerard O’Brien als Herausgeber.

## Werke (Auswahl)
- Roman Education from Cicero to Quintilian. Clarendon Press, Oxford 1926.
- Richard FitzRalph, Archbishop of Armagh. Aus: Studies, xxii (1933) 389–405 und xxiii (1934) 395–411.
- The English Austin Friars in the Time of Wyclif. Oxford University Press, London 1940.
- The Medieval Province of Armagh 1470–1545. Dundalgan Press, Dundalk 1946.
- The Writings of Bishop Patrick, 1074–1084. Institute of Advanced Studies (Scriptores Latini Hiberniae, I), Dublin 1955.
- Zusammen mit R. Neville Hadcock: Medieval Religious Houses Ireland. Longman, London 1970, ISBN 0-582-11229-X.
- The Irish Church in the 11th and 12th centuries. Herausgegeben von Gerard O’Brien, Four Courts Press, Dublin 1992, ISBN 1-85182-095-7.